# الفساد في إيران
الفساد إحدى المشكلات الجادة في إيران، بسبب سعة انتشاره في الحكومة بشكل رئيسي. ينتقد الإصلاحيون والمحافظون على حد سواء بشكل روتيني الفساد في الحكومة. وجد تصنيف الشفافية الدولية لعام 2022 ل 180 دولة إيران أكثر فسادًا من المعدل المتوسط إلى درجة ما، 25 على مقياس يكون المعدل المتوسط فيه 43.

## في الجمهورية الإسلامية
يمنح مؤشر مدركات الفساد التابع لجمعية الشفافية الدولية لعام 2022 (الذي يعرّف الفساد على أنه «إساءة استخدام السلطة المفوضة بهدف الكسب الشخصي» واستنادًا إلى «مجموع ل 3 مصادر للبيانات على الأقل استمدت من 13 دراسة وتقييم مختلف للفساد ... أجريت من قبل عدد من المعاهد حسنة السمعة، من بينها البنك الدولي والمنتدى الاقتصادي العالمي»)، إيران الدرجة 25 على مقياس يكون المعدل المتوسط فيه 43، وأقل الدول فسادًا تمنح الدرجة 90 (الدانمارك)، وأكثرها فسادًا الدرجة 12 (الصومال).

### مشكلات تعزى إلى
حتى عام 2019، يعتبر الفساد ومحاباة الأقارب والمحسوبية (إلى جانب سوء الإدارة ونقص الإصلاحات البنيوية «التي ثمة حاجة كبيرة إليها») أسباب ضعف الاقتصاد الإيراني، كأن يكون ما بين 50% و70% من العمال «في خطر الوقوع تحت خط الفقر» ونقص خلق فرص العمل والإسكان السيئ والتضخم وركود الإيرادات ومعدلات غير مقبولة للفقر. كان أحد أهداف الثورة الإيرانية التخلص من التقسيم الطبقي للمجتمع في إيران. ومع ذلك، يذكر قسم الإحصاءات في إيران أن 10 مليون إيراني يعيشون تحت خط فقر مدقع و30 مليون يعيشون تحت خط فقر نسبي. ربط الرئيس الإيراني روحاني العلل الاجتماعية، بما فيها الفقر والتشرد، بالفساد. (نسبت هذه المشكلات غالبًا للعقوبات الاقتصادية التي فرضت من قبل الولايات المتحدة، إلا أن حسين راغفار، اقتصادي في جامعة الزهراء في طهران، اقترح أنها قد لا تكون مسؤولة سوى عن 15% من المصاعب الاقتصادية في إيران). ووجدت دراسة عن عدم المساواة في الدخل (أجراها دجافاد صالحي أصفهاني) المستويات عالية بشكل محبط (معامل جيني بأعلى من 0.4) في عام 2002، بعد الثورة بأكثر من 20 عامًا، كما خلال فترة الشاه في عام 1972، «مشيرًا إلى الافتقار إلى نمو اقتصادي شامل». أفضى الفساد أو الكشف عن الفساد إلى فوضى اتخذت أشكال أعمال الشغب والإضرابات والتظاهرات المناهضة للحكومة، ومن المحتمل أن ذلك كان مرتبطًا بانخفاض النمو الاقتصادي الذي يتسبب به الفساد.

### السمات
يصف علي فتح الله نجاد أحد العوائق أمام العمل والعدالة الاقتصاديين بأنه «اقتصاد سياسي يحابي موالي النظام ... ويتمتع 'المطلعون على بواطن الأمور' أو أولئك القادرين على الوصول إلى موارد الدولة والامتيازات أيضًا بوصول إلى فرص العمل».
وفقًا لشبكة إيران إنترناشيونال، أفضت موجة الخصخصة التي بدأت نحو العام 2007 بشكل رئيس لا إلى إدارة فعالة للشركات الخاصة المتنافسة على الأعمال التجارية، بل إلى «شركات شبه حكومية كانت تحت سيطرة أصحاب نفوذ مطلعين على بواطن الأمور» ينالون أجارًا اقتصاديًا من نشاطات مثل إعاقة المنافسة و«استخدام المال العام للبقاء عائمين» و«معلومات داخلية للاستفادة من تقلبات سعر القطع الأجنبي والذهب عند تدخل الحكومة في السوق»، والتحايل على العقوبات لبيع بضائع تشملها العقوبات بأسعار مرتفعة.
يأتي المثال عن الفساد الأكثر وضوحًا في الجمهورية الإسلامية الإيرانية (في التسعينيات من القرن العشرين تقريبًا) من الفائزة بجائزة نوبل للسلام، شيرين إبادي، التي توقفت عن تطبيق القانون التجاري بصفته مضيعة للوقت، «ما الفائدة من معرفة أحكام القضاء ومن تحضير دفاع» حين تتخذ القرارات عن طريق الرشاوى؟
كثيرًا ما يذكر الحرس الثوري الإيراني بسبب سلطته الكبيرة وامتيازاته. وفقًا لهوشانغت أمير أحمدي، مدير مركز دراسات الشرق الأوسط في جامعة روتغيرز، فإن «الكثير من الوزراء والحكام هم من الحرس الثوري الإيراني ... وهم يستخدمون المال لشراء الولاء وإقامة قواعد سلطة». من بين النشاطات المشبوهة التي مارسها الحرس الثوري الإيراني تشغيل «مطار غير شرعي» بالقرب من مدينة كراج، الذي اكتشف في عام 2005، حيث كان يصدر ويستورد البضائع «دون أي مراقبة». شن الحرس الثوري الإيراني أيضًا في عام 2005 هجومًا على مطار الخميني الدولي الجديد في طهران وأغلقه. وسمح للمطار بأن يفتتح من جديد تحت إدارة الحرس الثوري.
في عام 2016، تكفل الرئيس الإيراني في تلك الآونة محمود أحمدي نجاد بمحاربة «مافيا الاقتصاد\النفط» في كافة مستويات الحكومة. واقترح أيضًا أن يدرس المشرعون مشروع قرار يكون أساسًا لإجراء تحقيقات في ثروة وملكيات جميع المسؤولين الذين يشغلون مناصب حكومية عالية منذ عام 1979. ولم يمكن التحقق من 150 مليار من أصل مبلغ ال 700 مليار دولار التي تقاضتها الحكومة خلال رئاسة أحمدي نجاد مقابل بيع النفط. في شهر فبراير من عام 2013، عرض الرئيس محمود أحمدي نجاد شريط فيديو في البرلمان الإيراني ربط رئيسي فرعي الحكومة، التشريعي والقضائي، بقضية فساد مالي موثقة مرتبطة بالأخوين لاريجاني.
ذكر القائد الإيراني الأعلى علي خامنئي أنه على الرغم من وجود «حالات فساد، فإنه ليس فسادًا ممنهجًا» في إيران. من الجهة الأخرى، وجد تحقيق خاص برويترز أن خامنئي يتحكم بإمبراطورية مالية هائلة بنيت على الاستيلاء على ممتلكات تبلغ قيمتها 95 مليار دولار.

### الأسباب
تتضمن بعض التفسيرات التي اقترحت للفساد في إيران من قبل محمد حسين زيا:
- انعدام حرية المعلومات التي تقوض قدرة وسائل الإعلام المستقلة على كشف الفساد
- افتقار المجتمع المدني والمنظمات غير الحكومية الناشطة في الإبلاغ عن الفساد ومحاولة محاربته للقوة
- الافتقار للشفافية في الشركات المملوكة من قبل الدولة ونصف المملوكة من قبل الدولة
- ما يسمى التحايل على العقوبات، التي تشمل مجموعة صغيرة مقربة من الحكومة من كبار المدانين بالفساد.

## عهد بهلوي
دامت الدولة البهلوية في إيران، أي حكومة إيران خلال عهد سلالة بهلوي، منذ عام 1925 حتى عام 1979. كان الفساد مشكلة جادة خلال هذه الفترة.
تصف ستيفاني من المعهد الشرقي في جامعة أوكسفورد الفساد تحت حكم رضا بهلوي بأنه كان «واسع النطاق». فمع ارتفاع أسعار النفط في عام 1973، ازداد أيضًا نطاق الفساد، ولا سيما ضمن صفوف العائلة الملكية وشركائهم وأصدقائهم. وفقًا لمانوشهر جانجي الذي أقام مجموعة دراسة لفرح بهلوي، فإن محمد رضا بهلوي لم يكن مكترثًا للأمر، إلا أنه كان يتصدى بين الفينة والأخرى لمسائل تافهة لمسؤولين منخفضي الرتبة. وحسبما كتبت جانجي، قدمت المجموعة على الأقل 30 تقريرًا موثوقًا ضمن 13 عامًا عن فساد مسؤولين رفيعي المستوى والحلقة الملكية، إلا أن الشاه وصف التقارير بأنها «شائعات وفبركات كاذبة». كان برفيز سابيتي، وهو موظف سافاك رفيع المستوى، يعتقد أن الفساد كان واحدًا من الأسباب الهامة لنجاح معارضة النظام.
وفقًا لتقرير لمجلة ترتبط بالبنتاغون، فإنه «بحلول العام 1979 كان نطاق الفساد قد بلغ نقطة غليان .... حتى أن تقديرات محافظة تشير إلى أن فسادًا [بيروقراطيًا] كهذا كان يشمل على الأقل مليار دولار بين عامي 1973 و1976».
برأي ميشيل فوكو، فإن الفساد كان «الغراء» الذي جمع النظام والاستبداد والتحديث سويًا.
بعد الثورة، نشر بنك إيران المركزي قائمة بأسماء 178 فردًا بارزًا كانوا قد حولوا مؤخرًا ما يزيد عن 2 مليار دولار خارج البلاد، من بينهم:
- جعفر شريف إمامي، 31 مليون دولار تقريبًا
- غلام علي أوفيسي، 15 مليون دولار
- نمازي، 9 مليون دولار
- ناصر مقدم، 2 مليون دولار
- «عمدة طهران»، 6 مليون دولار
- «وزير الصحة»، 7 مليون دولار
- «مدير شركة النفط الوطنية الإيرانية»، أكثر من 60 مليون دولار

### الفساد ضمن صفوف العائلة والبلاط الملكيين
مع اعتماده على عمليات بيع قسري ومصادرات للملكيات، كان رضا بهلوي «الرجل الأغنى في إيران» و«وترك لوريثه رصيدًا بنكيًا بقيمة 3 مليون جنيه إسترليني وملكيات يبلغ مجمل مساحتها 3 مليون ياردة مربعة». يشير تقرير للسفارة البريطانية في طهران أن رضا بهلوي كان لديه «اهتمام شديد بالأراضي» وسجن العائلات إلى أن وافقت على بيع ملكياتها.
في الخمسينيات من القرن العشرين، أسس محمد رضا بهلوي مؤسسة بهلوي (اليوم مؤسسة ألافي) التي «تغلغلت في كل زاوية تقريبًا للاقتصاد الوطني». أعلن بوستوك وجونز بوضوح أن مؤسسة بهلوي كانت «مؤسسة خيرية ظاهريًا عززت الفساد الرسمي». وفقًا لهوشتانغ شيهابي وجوان لينز، كانت أصول مؤسسة ألاوي البالغة 1.50 مليار دولار ورأس المال البالغ 81 مليون دولار ومبلغ ال 4.2 مليون دولار المعلنة «قمة جبل الجليد» لفساد رسمي وسلالي وداخل إيران وخارجها. وكانت المؤسسة، التي كانت واحدة من المصادر الرئيسية لثروته إلى جانب ملكيات تركها رضا بهلوي وعائدات النفط الإيراني، ملاذًا ضريبيًا لحصصه.